# Talia Gibson
Talia Gibson (Perth, 18 giugno 2004) è una tennista australiana.

## Carriera
Talia Gibson ha vinto 10 titoli in singolare e 9 titoli in doppio nel circuito ITF in carriera. Il 28 luglio 2025 ha raggiunto il best ranking mondiale nel singolare, nr 107; il 28 agosto 2023  ha raggiunto il miglior piazzamento mondiale nel doppio, nr 159.

### 2022-2024: Debutto nel WTA Tour
Talia ha preso parte alle qualificazioni degli Australian Open 2022 grazie ad una wildcard, ma è stata eliminata all'esordio dall'olandese Arianne Hartono in tre set.
Gibson ha fatto il suo debutto nel circuito maggiore al Moorilla Hobart International 2023, grazie ad una wildcard per il main draw, venendo eliminata dalla veterana Tatjana Maria nel primo turno in due set.
Riceve un'altra wildcard per gli Australian Open 2023, compiendo il suo debutto nel main draw di uno Slam. In questa circostanza viene eliminata dalla qualificata francese Clara Burel all'esordio in due set.
Durante il mese di settembre 2024, Talia vince consecutivamente due titoli ITF W75 con un montepremi di $60.000 al Perth Tennis International, battendo nella prima occasione la connazionale Maddison Inglis,, e nella seconda finale la giapponese Eri Shimizu, vittorie che le permettono di fare un balzo nel ranking entrando nelle prime 110 del ranking.

### 2025: Prima vittoria in uno Slam e nel WTA Tour
Al Brisbane International 2025 fa il suo debutto in un torneo WTA 500 grazie ad una wildcard, dove viene sconfitta dalla ceca Marie Bouzková nel primo turno, dopo una battaglia di tre lunghi set durata quasi tre ore di gioco.
Dopo aver ricevuto un'altra wildcard per gli Australian Open 2025, Talia ottiene la sua prima vittoria nel circuito maggiore e in uno Slam, superando la turca Zeynep Sönmez nel primo turno in rimonta in tre set, questa è anche la sua prima vittoria contro una giocatrice Top 100. Nel secondo turno viene eliminata dalla numero 11 del tabellone e futura semifinalista Paula Badosa, racimolando appena un game.
Supera le qualificazioni a Wimbledon 2025, conquistandosi il primo main draw di un major passando i tre turni di qualificazione, facendo il suo debutto nello Slam londinese. Nel primo turno affronta l'ex numero 1 del mondo Naomi Ōsaka e ne esce sconfitta in due set, dopo essere stata avanti di un break in entrambi i set ed aver servito per due volte nel secondo parziale per portare la partita al terzo set.
Dopo aver superato le qualificazioni al Tennis in the Land 2025, Gibson ottiene la sua prima vittoria in un main draw di un torneo WTA e la seconda complessiva, dopo aver sconfitto la belga Greet Minnen in due set nel primo turno, ottenendo la seconda vittoria su una Top 100.
In seguito a questi ottimi risultati, Talia viene premiata dalla federazione di Tennis Australia con una wildcard per il main draw degli US Open 2025, dove fa il suo debutto in questo major.

## Statistiche ITF

### Singolare

#### Vittorie (10)
| Torneo $100.000 (0) |
| Torneo $80.000 (0)  |
| Torneo $60.000 (4)  |
| Torneo $40.000 (1)  |
| Torneo $25.000 (2)  |
| Torneo $15.000 (3)  |

| N.  | Data              | Torneo                                          | Superficie  | Avversaria in finale | Punteggio           |
| 1.  | 5 giugno 2022     | RSF Pro Open, Rancho Santa Fe                   | Cemento     | Marija Kozjreva      | 7–6(4), 3–6, 7–6(5) |
| 2.  | 25 luglio 2022    | Caloundra International, Caloundra              | Cemento     | Destanee Aiava       | 7-6(4), 6-4         |
| 3.  | 31 luglio 2022    | Caloundra International, Caloundra              | Cemento     | Destanee Aiava       | 6-4, 3-2, rit.      |
| 4.  | 3 dicembre 2023   | Gold Coast Tennis International, Gold Coast     | Cemento     | Olivia Gadecki       | 7-5, 6-2            |
| 5.  | 23 dicembre 2023  | Eves Open, Papamoa                              | Cemento     | Ivana Popovic        | 6-3, 6-4            |
| 6.  | 15 settembre 2024 | Perth Tennis International, Perth               | Cemento     | Maddison Inglis      | 6(5)-7, 6-1, 6-3    |
| 7.  | 22 settembre 2024 | Perth Tennis International, Perth               | Cemento     | Eri Shimizu          | 6-2, 6-4            |
| 8.  | 6 ottobre 2024    | Cairns Tennis International, Cairns             | Cemento     | Lizette Cabrera      | 6-2, 7-6(2)         |
| 9.  | 5 aprile 2025     | Engie Open Nantes Atlantique, Nantes            | Cemento (i) | Francesca Curmi      | 3-6, 7-5, 6-1       |
| 10. | 20 luglio 2025    | Championnats Banque Nationale de Granby, Granby | Cemento     | Fiona Crawley        | 6-3, 6-4            |

#### Sconfitte (7)
| Torneo $100.000 (0) |
| Torneo $80.000 (0)  |
| Torneo $60.000 (1)  |
| Torneo $40.000 (1)  |
| Torneo $25.000 (4)  |
| Torneo $15.000 (1)  |

| N. | Data              | Torneo                                | Superficie  | Avversaria in finale | Punteggio     |
| 1. | 24 aprile 2022    | ITF Women's Asia/Oceania, Chiang Rai  | Cemento     | Luksika Kumkhum      | 0-6, 1-6      |
| 2. | 25 settembre 2022 | Darwin Tennis International, Darwin   | Cemento     | Alexandra Bozovic    | 6-3, 3-6, 3-6 |
| 3. | 5 agosto 2023     | GB Pro Series Foxhills, Ottershaw     | Cemento     | Katy Dunne           | 4-6, 6-3, 4-6 |
| 4. | 17 settembre 2023 | Perth Tennis International, Perth     | Cemento     | Priscilla Hon        | 1-6, 6-3, 3-6 |
| 5. | 24 settembre 2023 | Perth Tennis International, Perth     | Cemento     | Taylah Preston       | 5-7, 1-6      |
| 6. | 24 marzo 2024     | i-Vent Brankit Open, Maribor          | Cemento (i) | Dominika Šalková     | 2-6, 4-6      |
| 7. | 2 giugno 2024     | Montemor Ladies Open, Montemor-o-Novo | Cemento     | Lucrezia Stefanini   | 4-6, 0-6      |

### Doppio

#### Vittorie (9)
| Torneo $100.000 (0) |
| Torneo $80.000 (0)  |
| Torneo $60.000 (5)  |
| Torneo $40.000 (0)  |
| Torneo $25.000 (3)  |
| Torneo $15.000 (1)  |

| N. | Data              | Torneo                                                   | Superficie | Compagna          | Avversarie in finale           | Punteggio        |
| 1. | 23 aprile 2022    | ITF Women's Asia/Oceania, Chiang Rai                     | Cemento    | Catherine Aulia   | Ma Yexin Xun Fangying          | 6-3, 7-6(5)      |
| 2. | 24 settembre 2022 | Darwin Tennis International, Darwin                      | Cemento    | Petra Hule        | Lisa Mays Ramu Ueda            | 2-6, 7-5, [10-5] |
| 3. | 15 ottobre 2022   | Cairns Tennis International, Cairns                      | Cemento    | Petra Hule        | Alana Parnaby Taylah Preston   | 6-1, 6-4         |
| 4. | 29 ottobre 2022   | City of Playford Tennis International, Città di Playford | Cemento    | Alexandra Bozovic | Han Na-lae Priska Nugroho      | 7-5, 6-4         |
| 5. | 20 maggio 2023    | Kurume U.S.E Cup International Women's Tennis, Kurume    | Erba       | Wang Yafan        | Funa Kozaki Junri Namigata     | 6-3, 6-3         |
| 6. | 15 luglio 2023    | Seixal Ladies Open, Corroios                             | Cemento    | Petra Hule        | Sofia Costoulas Lulu Sun       | 6-3, 3-6, [10-6] |
| 7. | 28 ottobre 2023   | City of Playford Tennis International, Città di Playford | Cemento    | Priscilla Hon     | Kaylah McPhee Astra Sharma     | 6-1, 6-2         |
| 8. | 25 novembre 2023  | Brisbane QTC Tennis International, Brisbane              | Cemento    | Priscilla Hon     | Destanee Aiava Maddison Inglis | 4-6, 7-5, [10-5] |
| 9. | 14 settembre 2024 | Perth Tennis International, Perth                        | Cemento    | Maddison Inglis   | Erina Hayashi Saki Imamura     | 6-2, 6-4         |

#### Sconfitte (6)
| Torneo $100.000 (0) |
| Torneo $80.000 (0)  |
| Torneo $60.000 (0)  |
| Torneo $40.000 (1)  |
| Torneo $25.000 (5)  |
| Torneo $15.000 (0)  |

| N. | Data              | Torneo                                        | Superficie  | Compagna          | Avversarie in finale             | Punteggio           |
| 1. | 27 maggio 2023    | Karuizawa Yonex Open, Karuizawa               | Erba        | Akari Inoue       | Momoko Kobori Ayano Shimizu      | 6-3, 6(6)-7, [5-10] |
| 2. | 3 giugno 2023     | Tokyo Ariake International Ladies Open, Tokyo | Cemento     | Natsumi Kawaguchi | Luksika Kumkhum Kanako Morisaki  | 6-1, 2-6, [3-10]    |
| 3. | 5 agosto 2023     | GB Pro Series Foxhills, Ottershaw             | Cemento     | Petra Hule        | Destanee Aiava Rutuja Bhosale    | 2-6, 3-6            |
| 4. | 12 agosto 2023    | Roehampton GB Pro Series, Roehampton          | Cemento     | Petra Hule        | Mariam Bolkvadze Yuriko Miyazaki | 5-7, 3-6            |
| 5. | 23 settembre 2023 | Perth Tennis International, Perth             | Cemento     | Taylah Preston    | Destanee Aiava Maddison Inglis   | 3-6, 6(3)-7         |
| 6. | 5 aprile 2025     | Engie Open Nantes Atlantique, Nantes          | Cemento (i) | Sofia Costoulas   | Martyna Kubka Lisa Zaar          | 3-6, 2-6            |